# Мертенс, Василий Фёдорович
Васи́лий Фёдорович Ме́ртенс  (8 марта 1761 — 30 марта 1839, Санкт-Петербург) — российский государственный деятель, тайный советник, губернатор Тверской и Олонецкой губерний.

## Биография
Василий Мертенс родился 8 марта 1761 года. Происходил из штаб-офицерской семьи.
Службу начал в 1773 году в пограничном динабургском гарнизонном батальоне, откуда в 1779 году из сержантов переведён унтер-офицером в Преображенский полк. В декабре того же года переведён в квартирмистры, в 1783 году в виц-вахмистры и в вахмистры. 15 марта 1784 года Мартенс пожалован в Кавалергардский корпус кавалергардом и в 1789 году произведён в капитаны, а 11 апреля 1790 года выпущен из Кавалергардского корпуса в армию, но подал в отставку и в том же году уволен в отставку в чине майора.
В октябре 1792 года вторично поступил на службу к цесаревичу Павлу Петровичу капитаном в морские батальоны Павловска и в ноябре произведён в секундант-майоры, а в 1795 году в премьер-майоры. После вступлении на престол Императора Павла, Мартенс в начале 1797 года произведён в подполковники, с переводом в Сенатский батальон, а в 1798 году он произведён в генерал-майоры.
2 апреля 1800 года назначен вице-губернатором в Пермь, с переименованием в действительные статские советники, а 1 мая того же года назначен губернатором Тверской губернии. В 1802 году уволен в отставку, а в 1804 году назначен губернатором Олонецкой губернии. В качестве губернатора Олонецкой губернии прослужил 17 лет.
В годы его правления произошли важные события в различных сферах жизни края. В 1805 году в Петрозаводске была открыта губернская типография. В 1810 году было завершено строительство Мариинской водной системы (начато в 1799 году). В августе 1808 года главное народное училище было преобразовано в губернскую мужскую гимназию. Были открыты Петрозаводское уездное училище и городская приходская школа, Петрозаводское, Вытегорское, Каргопольское и Олонецкое духовные уездные училища и основано около 20 сельских школ.
В 1808 году награждён орденом Святой Анны 1-й степени, в том же 1808 году ему пожалована на 12 лет аренда мызы, состоящая в таковом же содержании у флота капитана 1-го ранга Клокачева, а до истечения срока, в котором оная поступить в его[стиль], Мертенса, управление, повелено производить по 1500 рублей в год серебром из Государственного казначейства.
В период Отечественной войны 1812 года обеспечивал своевременный набор и отправку рекрутов в действующую армию, осуществлял приём стрелков для Петербургского ополчения, занимался размещением эвакуированных из Санкт-Петербурга учреждений и имущества (ценностей из Эрмитажа, Академии художеств[уточнить], Архива Академии наук, Кунсткамеры; книг и рукописей из Публичной библиотеки), приёмкой партий военнопленных французской армии, в том числе на Александровском заводе.
В августе 1819 года принимал в губернии императора Александра I. Император побывал в Петропавловской церкви[уточнить], посетил Александровский завод, заводской госпиталь, городскую больницу, тюрьму, общественный сад, дома рабочих на Голиковке, присутствовал при пробе орудий.
Позднее, в июле 1822 года, император распорядился отписать городу из казённого владения лесную дачу площадью 5307,5 десятин.
7 августа 1821 года В. Ф. Мертенс получил назначение в Сенат. В 1826 году был назначен в Верховный уголовный суд по делу декабристов.
В 1826 году, в числе шести сенаторов, участвовал в рассмотрении дела об элегии А. С. Пушкина «Андрей Шенье».
Василий Мертенс скончался 30 марта 1839 года в Санкт-Петербурге. Похоронен на Смоленском лютеранском кладбище.

## Семья
Состоял в браке с Анной Андреевной (1774—1847). У супругов было две дочери, которые были выданы замуж за петербургских чиновников: Дарья (1789—?; в замужестве Титова) и Анна (1800—1864; в замужестве Попова).